# 紫荆叶羊蹄甲
紫荆叶羊蹄甲（学名：Bauhinia cercidifolia），一种分布于中国广西壮族自治区等地的藤本植物，属于豆科羊蹄甲属，被列为中国国家二级重点保护野生植物。

## 形态特征
紫荆叶羊蹄甲具有卷须。分枝具棱，幼时被微柔毛，老时无毛。托叶早落；叶柄4.5-5厘米，被微柔毛；叶片宽卵形，8-10×9-11厘米，革质，基部心形，两面无毛，初生脉7-9，两面突起的脉，先端全缘或微缺。花序一圆锥花序具疏松总状花序，被微柔毛；钻形的苞片，约2.5毫米；小苞片相似但较小，着生在花梗中部。花梗约1.8厘米。花芽近球形，直径约2.5毫米。托杯短。花萼在顶端不闭合；花萼裂片5，椭圆形，先端锐尖。花瓣近等长，近倒卵形，约2.5×2毫米，不具爪，两面短柔毛。可育雄蕊2。退化雄蕊小。花期6月。